# Telhal

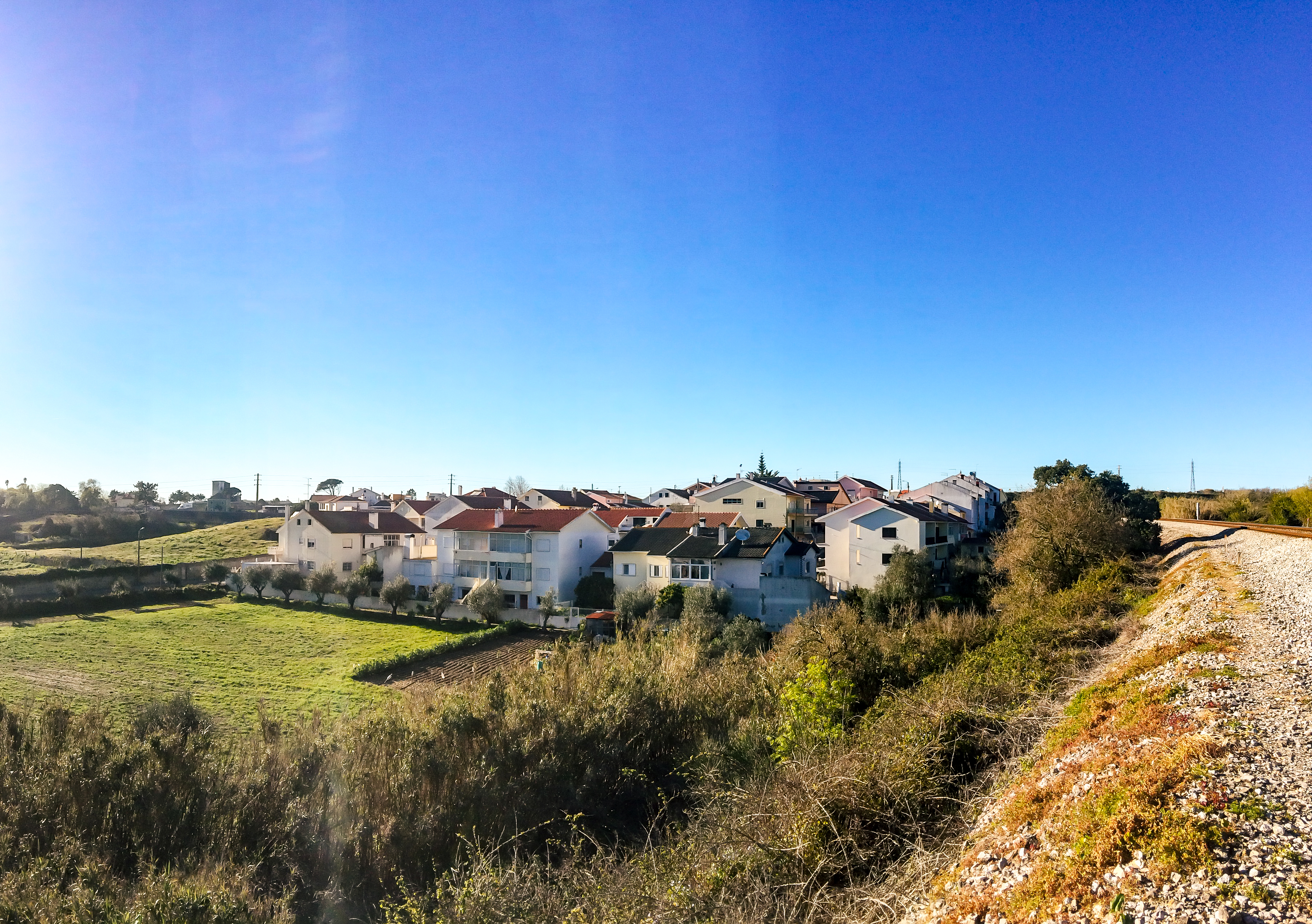
Telhal

Telhal é uma povoação rural da freguesia de Algueirão-Mem Martins, concelho de Sintra. É conhecida por possuir um casa de saúde para doentes do foro psiquiátrico. É servida a nível ferroviário pela Linha do Oeste e a sua principal via rodoviária é a auto-estrada A16.